# 保内駅
保内駅（ほないえき）は、新潟県三条市上保内にある、東日本旅客鉄道（JR東日本）信越本線の駅である。

## 歴史
- 1943年（昭和18年）9月20日：鉄道省（国有鉄道）の保内信号場として開設[2]。
- 1949年（昭和24年）8月1日：駅に昇格し、保内駅が開業[1][2]。
- 1970年（昭和45年）10月1日：荷物の扱いを廃止[2][3]。駅員無配置駅となり[4]、簡易委託化[5]。
- 1987年（昭和62年）4月1日：国鉄分割民営化により、JR東日本の駅となる[2]。
- 2000年（平成12年）2月29日：現駅舎に改築[1]。
- 2004年（平成16年）10月31日：駅業務の委託（簡易委託）を解除し、無人化[1]。
- 2006年（平成18年）1月21日：ICカード「Suica」の利用が可能となる[6]。

### 駅名の由来
所在地の地名から。保内地区は元々幕領であり、旗本小浜民部の支配下にあった。低湿地で水田としては不向きであったため、「穂が無い」土地として地名「保内」の由来となったと伝わる。

## 駅構造
相対式ホーム2面2線を有する地上駅で、ホーム間は跨線橋で連絡している。
燕三条駅管理の無人駅となっている。駅舎は1番線に面しており、駅構内には簡易Suica改札機、乗車駅証明書発行機、化粧室が設置されている。2004年（平成16年）までは簡易委託駅で、切符販売窓口が設置されていた。無人化後に窓口は撤去されているが、事務室は冬季の除雪作業の際などに使用されている。
ホーム上には100 kmポスト（直江津起点）が設置されている。

### のりば
| 番線 | 路線      | 方向 | 行先       |
| ---- | --------- | ---- | ---------- |
| 1    | ■信越本線 | 上り | 東三条方面 |
| 2    | ■信越本線 | 下り | 新津方面   |

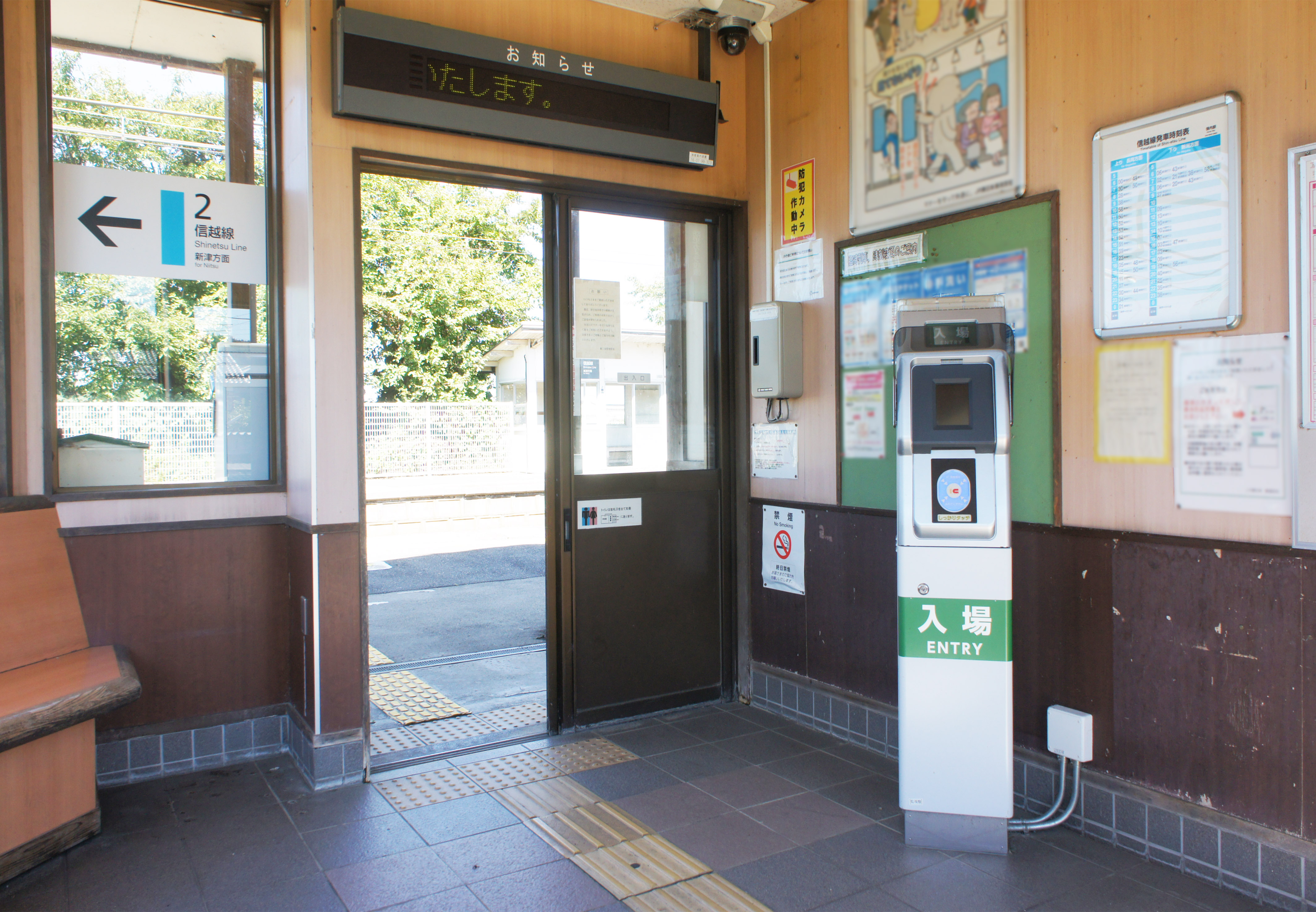
改札口（2021年9月）
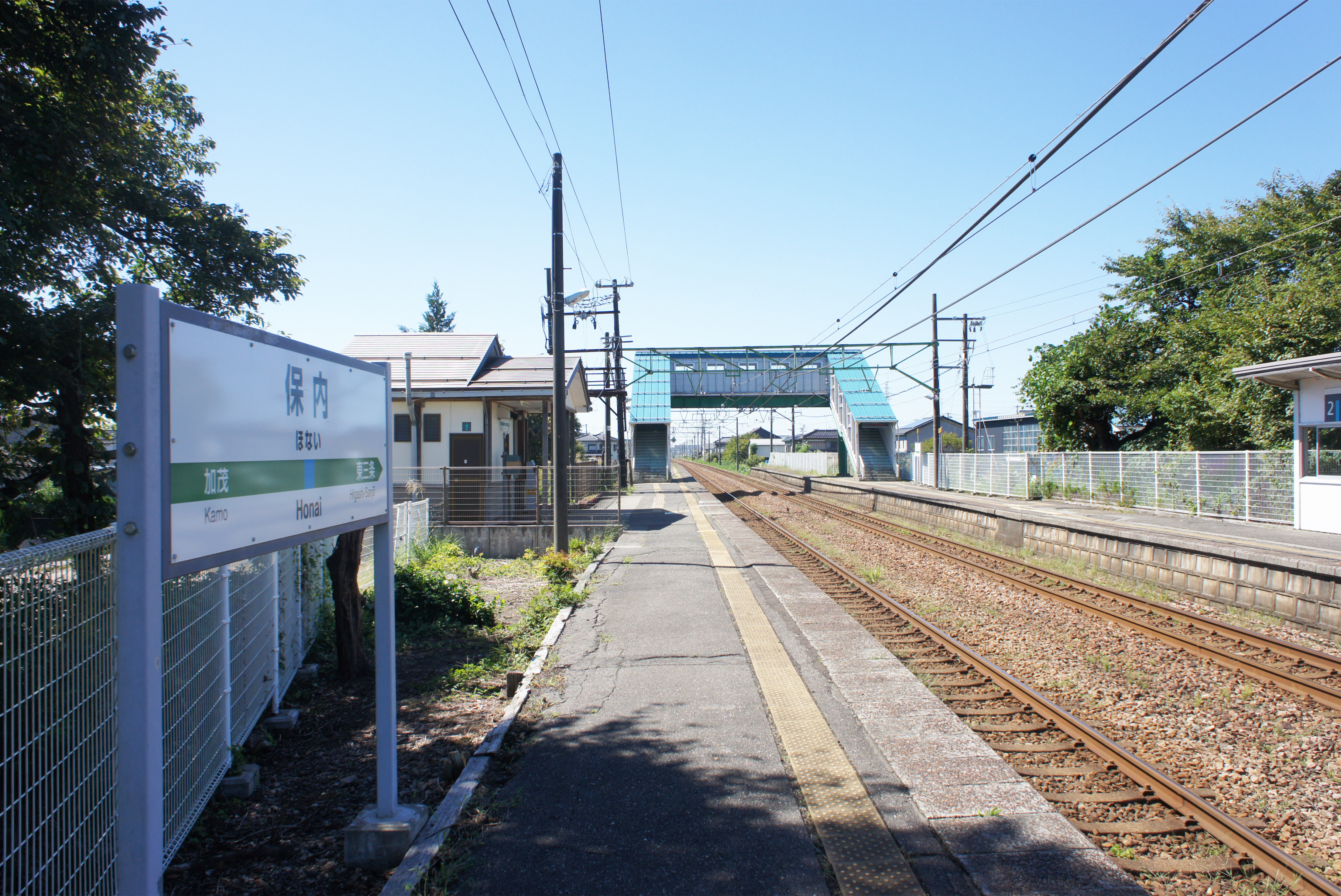
ホーム（2021年9月）

## 利用状況
JR東日本によると、2000年度（平成12年度）- 2003年度（平成15年度）の1日平均乗車人員の推移は以下のとおりであった。
| 乗車人員推移       | 乗車人員推移     | 乗車人員推移 |
| 年度               | 1日平均 乗車人員 | 出典         |
| ------------------ | ---------------- | ------------ |
| 2000年（平成12年） | 382              | [ 9 ]        |
| 2001年（平成13年） | 357              | [ 10 ]       |
| 2002年（平成14年） | 342              | [ 11 ]       |
| 2003年（平成15年） | 355              | [ 12 ]       |

## 駅周辺
保内では植木の生産が盛んであり、「オープンガーデン」として見学できる日本庭園が多く点在する。
- 保内簡易郵便局
- 国道403号
- 三条市立保内小学校
- 保内公園
- 保内三王山古墳群
- 道の駅庭園の郷保内
- 中小企業大学校三条校

## バス路線
越後交通により、三条と加茂を結ぶ路線バスが当駅付近を経由していたが、廃止された。なお、便によって、北側の国道を経由するものと南側を経由するものがあった。

## 隣の駅
東日本旅客鉄道（JR東日本）
■信越本線
■快速
通過
■普通
東三条駅 - 保内駅 - 加茂駅